# Lijst van senatoren uit Tennessee

Zegel van de staat Tennessee

Dit is een lijst van de senatoren voor de Amerikaanse staat Tennessee. De senatoren voor Tennessee zijn ingedeeld als Klasse I en Klasse II. De twee huidige senatoren voor Tennessee zijn: Marsha Blackburn senator sinds 2019 de (senior senator) en Bill Hagerty senator sinds 2021 de (junior senator), beiden lid van de Republikeinse Partij.
Een aantal prominente personen die hebben gediend als senator voor Tennessee zijn: Andrew Jackson (later president), George Campbell (later minister van Financiën), John Eaton (later minister van Oorlog), Felix Grundy (later minister van Justitie), Andrew Johnson (later president), Howell Jackson (later rechter voor het Hooggerechtshof), Al Gore sr. (prominent politicus), Bill Brock (later minister van Arbeid), Bill Frist (Republikeins partijleider in de senaat van 2003 tot 2007), Hugh White (genomineerd presidentskandidaat 1836), John Bell (genomineerd presidentskandidaat 1860 en eerder minister van Oorlog en voorzitter van het Huis van Afgevaardigden), Isham Harris (prominent politicus), Cordell Hull (later minister van Buitenlandse Zaken en winnaar van de Nobelprijs voor de Vrede), Estes Kefauver (genomineerd vicepresidentskandidaat 1956), Howard Baker (later Stafchef van het Witte Huis, ambassadeur en Republikeins partijleider in de senaat van 1977 tot 1979 en van 1980 tot 1985), Al Gore (later vicepresident, genomineerd presidentskandidaat 2000 en winnaar van de Nobelprijs voor de Vrede), Fred Thompson (prominent acteur) en Lamar Alexander (eerder minister van Onderwijs).

## Klasse I
| Nr.                                                                             | Senator voor Tennessee Senator from Tennessee | Senator voor Tennessee Senator from Tennessee | Senator voor Tennessee Senator from Tennessee | Ambtstermijn      | Ambtstermijn      | Partij(en)   | Verkiezing(en) |
| ------------------------------------------------------------------------------- | --------------------------------------------- | --------------------------------------------- | --------------------------------------------- | ----------------- | ----------------- | ------------ | -------------- |
| 1                                                                               |                                               | William Cocke                                 | William Cocke (1748–1828)                     | 1 augustus 1796   | 27 september 1797 | DR           | 1796           |
| 2                                                                               |                                               | Andrew Jackson                                | Andrew Jackson (1767–1845)                    | 27 september 1797 | 1 april 1798      | DR           | 1797           |
| Vacant                                                                          |                                               |                                               |                                               |                   |                   |              | 1797           |
| 3                                                                               |                                               |                                               | Daniel Smith (1748–1818)                      | 8 oktober 1798    | 4 maart 1799      | DR           | 1797           |
| 4                                                                               |                                               | Joseph Anderson                               | Joseph Anderson (1757–1837)                   | 4 maart 1799      | 4 maart 1803      | DR           | 1798           |
| Vacant                                                                          |                                               |                                               |                                               |                   |                   |              |                |
| (4)                                                                             |                                               | Joseph Anderson                               | Joseph Anderson (1757–1837)                   | 22 september 1803 | 4 maart 1815      | DR           | 1803           |
| (4)                                                                             | 1809                                          | Joseph Anderson                               | Joseph Anderson (1757–1837)                   | 22 september 1803 | 4 maart 1815      | DR           |                |
| Vacant                                                                          |                                               |                                               |                                               |                   |                   |              |                |
| 5                                                                               |                                               | George Campbell                               | George Campbell (1769–1848)                   | 10 oktober 1815   | 20 april 1818     | DR           | 1815           |
| Vacant                                                                          |                                               |                                               |                                               |                   |                   |              | 1815           |
| 6                                                                               |                                               | John Eaton                                    | John Eaton (1790–1856)                        | 5 september 1818  | 4 maart 1821      | DR           | 1815           |
| 6                                                                               | 1819                                          | John Eaton                                    | John Eaton (1790–1856)                        | 5 september 1818  | 4 maart 1821      | DR           |                |
| Vacant                                                                          |                                               |                                               |                                               |                   |                   |              |                |
| (6)                                                                             |                                               | John Eaton                                    | John Eaton (1790–1856)                        | 30 september 1821 | 8 maart 1829      | DR (1821–28) | 1821           |
| (6)                                                                             | 1826                                          | John Eaton                                    | John Eaton (1790–1856)                        | 30 september 1821 | 8 maart 1829      | DR (1821–28) |                |
| (6)                                                                             | D (1828–29)                                   | John Eaton                                    | John Eaton (1790–1856)                        | 30 september 1821 | 8 maart 1829      |              |                |
| Vacant                                                                          |                                               |                                               |                                               |                   |                   |              |                |
| 7                                                                               |                                               | Felix Grundy                                  | Felix Grundy (1777–1840)                      | 20 oktober 1828   | 4 juli 1838       | D            | 1829           |
| 7                                                                               | 1833                                          | Felix Grundy                                  | Felix Grundy (1777–1840)                      | 20 oktober 1828   | 4 juli 1838       | D            |                |
| Vacant                                                                          |                                               |                                               |                                               |                   |                   |              |                |
| 8                                                                               |                                               | Ephraim Foster                                | Ephraim Foster (1794–1854)                    | 18 september 1838 | 4 maart 1839      | W            | 1838           |
| Vacant                                                                          |                                               |                                               |                                               |                   |                   |              | 1838           |
| 9                                                                               |                                               | Felix Grundy                                  | Felix Grundy (1777–1840)                      | 19 november 1839  | 19 december 1840  | D            | 1838           |
| Vacant                                                                          |                                               |                                               |                                               |                   |                   |              | 1838           |
| 10                                                                              |                                               | Alfred Nicholson                              | Alfred Nicholson (1824–1884)                  | 25 december 1840  | 8 februari 1842   | D            | 1838           |
| Vacant                                                                          |                                               |                                               |                                               |                   |                   |              | 1838           |
| 11                                                                              |                                               | Ephraim Foster                                | Ephraim Foster (1794–1854)                    | 17 oktober 1843   | 4 maart 1845      | W            | 1843           |
| 12                                                                              |                                               | Hopkins Turney                                | Hopkins Turney (1797–1857)                    | 4 maart 1845      | 4 maart 1851      | D            | 1844           |
| 13                                                                              |                                               | James Chamberlain Jones                       | James Chamberlain Jones (1809–1859)           | 4 maart 1851      | 4 maart 1857      | W (1851–54)  | 1851           |
| 13                                                                              | R (1854–57)                                   | James Chamberlain Jones                       | James Chamberlain Jones (1809–1859)           | 4 maart 1851      | 4 maart 1857      |              | 1851           |
| Vacant                                                                          |                                               |                                               |                                               |                   |                   |              |                |
| 14                                                                              |                                               | Andrew Johnson                                | Andrew Johnson (1808–1875)                    | 8 oktober 1857    | 4 maart 1862      | D            | 1857           |
| Vacant                                                                          |                                               |                                               |                                               |                   |                   |              | 1857           |
| Vacant Geconfedereerde Staten van Amerika (1862–1865) Reconstructie (1865–1866) |                                               |                                               |                                               |                   |                   |              |                |
| 15                                                                              |                                               | David Patterson                               | David Patterson (1818–1891)                   | 4 juli 1866       | 4 maart 1869      | NU (1866–68) | 1866           |
| 15                                                                              | D (1868–69)                                   | David Patterson                               | David Patterson (1818–1891)                   | 4 juli 1866       | 4 maart 1869      |              | 1866           |
| 16                                                                              |                                               | William Brownlow                              | William Brownlow (1805–1877)                  | 4 maart 1869      | 4 maart 1875      | R            | 1867           |
| 17                                                                              |                                               | Andrew Johnson                                | Andrew Johnson (1808–1875)                    | 4 maart 1875      | 31 juli 1875      | D            | 1875           |
| Vacant                                                                          |                                               |                                               |                                               |                   |                   |              | 1875           |
| 18                                                                              |                                               | David Key                                     | David Key (1824–1900)                         | 20 augustus 1875  | 20 januari 1877   | D            | 1875           |
| 19                                                                              |                                               | James Bailey                                  | James Bailey (1822–1885)                      | 20 januari 1877   | 4 maart 1881      | D            | 1877           |
| 20                                                                              |                                               | Howell Jackson                                | Howell Jackson (1832–1895)                    | 4 maart 1881      | 14 april 1886     | D            | 1881           |
| Vacant                                                                          |                                               |                                               |                                               |                   |                   |              | 1881           |
| 21                                                                              |                                               | Washington Whitthorne                         | Washington Whitthorne (1825–1891)             | 16 april 1886     | 4 maart 1887      | D            | 1881           |
| 22                                                                              |                                               | William Bate                                  | William Bate (1826–1905)                      | 4 maart 1887      | 9 maart 1905      | D            | 1887           |
| 22                                                                              | 1893                                          | William Bate                                  | William Bate (1826–1905)                      | 4 maart 1887      | 9 maart 1905      | D            |                |
| 22                                                                              | 1899                                          | William Bate                                  | William Bate (1826–1905)                      | 4 maart 1887      | 9 maart 1905      | D            |                |
| 22                                                                              | 1905 (1)                                      | William Bate                                  | William Bate (1826–1905)                      | 4 maart 1887      | 9 maart 1905      | D            |                |
| Vacant                                                                          |                                               |                                               |                                               |                   |                   |              |                |
| 23                                                                              |                                               | James Frazier                                 | James Frazier (1856–1937)                     | 20 maart 1905     | 4 maart 1911      | D            | 1905 (2)       |
| 24                                                                              |                                               | Luke Lea                                      | Luke Lea (1879–1945)                          | 4 maart 1911      | 4 maart 1917      | D            | 1911           |
| 25                                                                              |                                               | Kenneth McKellar                              | Kenneth McKellar (1869–1957)                  | 4 maart 1917      | 3 januari 1953    | D            | 1916           |
| 25                                                                              | 1922                                          | Kenneth McKellar                              | Kenneth McKellar (1869–1957)                  | 4 maart 1917      | 3 januari 1953    | D            |                |
| 25                                                                              | 1928                                          | Kenneth McKellar                              | Kenneth McKellar (1869–1957)                  | 4 maart 1917      | 3 januari 1953    | D            |                |
| 25                                                                              | 1934                                          | Kenneth McKellar                              | Kenneth McKellar (1869–1957)                  | 4 maart 1917      | 3 januari 1953    | D            |                |
| 25                                                                              | 1940                                          | Kenneth McKellar                              | Kenneth McKellar (1869–1957)                  | 4 maart 1917      | 3 januari 1953    | D            |                |
| 25                                                                              | 1946                                          | Kenneth McKellar                              | Kenneth McKellar (1869–1957)                  | 4 maart 1917      | 3 januari 1953    | D            |                |
| 26                                                                              |                                               | Al Gore sr.                                   | Al Gore sr. (1907–1998)                       | 3 januari 1953    | 3 januari 1977    | D            | 1952           |
| 26                                                                              | 1958                                          | Al Gore sr.                                   | Al Gore sr. (1907–1998)                       | 3 januari 1953    | 3 januari 1977    | D            |                |
| 26                                                                              | 1964                                          | Al Gore sr.                                   | Al Gore sr. (1907–1998)                       | 3 januari 1953    | 3 januari 1977    | D            |                |
| 27                                                                              |                                               | Bill Brock                                    | Bill Brock (1930–2021)                        | 3 januari 1971    | 3 januari 1977    | R            | 1970           |
| 28                                                                              |                                               | Jim Sasser                                    | Jim Sasser (1936–2024)                        | 3 januari 1977    | 3 januari 1995    | D            | 1976           |
| 28                                                                              | 1982                                          | Jim Sasser                                    | Jim Sasser (1936–2024)                        | 3 januari 1977    | 3 januari 1995    | D            |                |
| 28                                                                              | 1988                                          | Jim Sasser                                    | Jim Sasser (1936–2024)                        | 3 januari 1977    | 3 januari 1995    | D            |                |
| 29                                                                              |                                               | Bill Frist                                    | Bill Frist (1952)                             | 3 januari 1995    | 3 januari 2007    | R            | 1994           |
| 29                                                                              | 2000                                          | Bill Frist                                    | Bill Frist (1952)                             | 3 januari 1995    | 3 januari 2007    | R            |                |
| 30                                                                              |                                               | Bob Corker                                    | Bob Corker (1952)                             | 3 januari 2007    | 3 januari 2019    | R            | 2006           |
| 30                                                                              | 2012                                          | Bob Corker                                    | Bob Corker (1952)                             | 3 januari 2007    | 3 januari 2019    | R            |                |
| 31                                                                              |                                               | Marsha Blackburn                              | Marsha Blackburn (1952)                       | 3 januari 2019    | heden             | R            | 2018           |
| 31                                                                              | 2024                                          | Marsha Blackburn                              | Marsha Blackburn (1952)                       | 3 januari 2019    | heden             | R            |                |

## Klasse II
| Nr.                                                                             | Senator voor Tennessee Senator from Tennessee | Senator voor Tennessee Senator from Tennessee | Senator voor Tennessee Senator from Tennessee | Ambtstermijn      | Ambtstermijn     | Partij(en)   | Verkiezing(en) |
| ------------------------------------------------------------------------------- | --------------------------------------------- | --------------------------------------------- | --------------------------------------------- | ----------------- | ---------------- | ------------ | -------------- |
| 1                                                                               |                                               | William Blount                                | William Blount (1749–1800                     | 1 augustus 1796   | 7 juli 1797      | DR           | 1796           |
| Vacant                                                                          |                                               |                                               |                                               |                   |                  |              | 1796           |
| 2                                                                               |                                               | Joseph Anderson                               | Joseph Anderson (1757–1837)                   | 27 september 1797 | 4 maart 1799     | DR           | 1797           |
| 3                                                                               |                                               | William Cocke                                 | William Cocke (1748–1828)                     | 4 maart 1799      | 4 maart 1805     | DR           | 1798           |
| 4                                                                               |                                               |                                               | Daniel Smith (1748–1818)                      | 4 maart 1805      | 31 maart 1809    | DR           | 1803           |
| Vacant                                                                          |                                               |                                               |                                               |                   |                  |              | 1803           |
| 5                                                                               |                                               |                                               | Jenkin Whiteside (1772–1822)                  | 10 april 1809     | 8 oktober 1811   | DR           | 1809 (1)       |
| 5                                                                               | 1809 (2)                                      |                                               | Jenkin Whiteside (1772–1822)                  | 10 april 1809     | 8 oktober 1811   | DR           |                |
| 6                                                                               |                                               | George Campbell                               | George Campbell (1769–1848)                   | 8 oktober 1811    | 12 februari 1814 | DR           | 1811           |
| Vacant                                                                          |                                               |                                               |                                               |                   |                  |              | 1811           |
| 7                                                                               |                                               |                                               | Jesse Wharton (1782–1833)                     | 18 maart 1814     | 10 oktober 1815  | DR           | 1811           |
| 8                                                                               |                                               | John Williams                                 | John Williams (1820–1902)                     | 10 oktober 1815   | 4 maart 1823     | DR           | 1815           |
| 8                                                                               | 1817                                          | John Williams                                 | John Williams (1820–1902)                     | 10 oktober 1815   | 4 maart 1823     | DR           |                |
| 9                                                                               |                                               | Andrew Jackson                                | Andrew Jackson (1767–1845)                    | 4 maart 1823      | 14 oktober 1825  | DR           | 1822           |
| Vacant                                                                          |                                               |                                               |                                               |                   |                  |              | 1822           |
| 10                                                                              |                                               | Hugh White                                    | Hugh White (1773–1840)                        | 30 oktober 1825   | 12 januari 1840  | DR (1825–28) | 1825           |
| 10                                                                              | NR (1828–33)                                  | Hugh White                                    | Hugh White (1773–1840)                        | 30 oktober 1825   | 12 januari 1840  |              | 1825           |
| 10                                                                              | 1829                                          | Hugh White                                    | Hugh White (1773–1840)                        | 30 oktober 1825   | 12 januari 1840  |              |                |
| 10                                                                              | W (1833–40)                                   | Hugh White                                    | Hugh White (1773–1840)                        | 30 oktober 1825   | 12 januari 1840  |              |                |
| 10                                                                              | 1835                                          | Hugh White                                    | Hugh White (1773–1840)                        | 30 oktober 1825   | 12 januari 1840  |              |                |
| Vacant                                                                          |                                               |                                               |                                               |                   |                  |              |                |
| 11                                                                              |                                               | Alexander Anderson                            | Alexander Anderson (1794–1869)                | 25 februari 1840  | 4 maart 1841     | D            | 1840           |
| Vacant                                                                          |                                               |                                               |                                               |                   |                  |              |                |
| 12                                                                              |                                               | Spencer Jarnagin                              | Spencer Jarnagin (1792–1853)                  | 17 oktober 1843   | 4 maart 1847     | W            | 1843           |
| Vacant                                                                          |                                               |                                               |                                               |                   |                  |              |                |
| 13                                                                              |                                               | John Bell                                     | John Bell (1796–1869)                         | 22 november 1847  | 4 maart 1859     | W (1847–56)  | 1847           |
| 13                                                                              | 1853                                          | John Bell                                     | John Bell (1796–1869)                         | 22 november 1847  | 4 maart 1859     | W (1847–56)  |                |
| 13                                                                              | NA (1856–59)                                  | John Bell                                     | John Bell (1796–1869)                         | 22 november 1847  | 4 maart 1859     |              |                |
| 14                                                                              |                                               | Alfred Nicholson                              | Alfred Nicholson (1824–1884)                  | 4 maart 1859      | 4 maart 1861     | D            | 1858           |
| Vacant                                                                          |                                               |                                               |                                               |                   |                  |              | 1858           |
| Vacant Geconfedereerde Staten van Amerika (1861–1865) Reconstructie (1865–1866) |                                               |                                               |                                               |                   |                  |              |                |
| 15                                                                              |                                               | Joseph Fowler                                 | Joseph Fowler (1820–1902)                     | 24 juli 1866      | 4 maart 1871     | NU (1866–68) | 1866           |
| 15                                                                              | R (1868–71)                                   | Joseph Fowler                                 | Joseph Fowler (1820–1902)                     | 24 juli 1866      | 4 maart 1871     |              | 1866           |
| 16                                                                              |                                               | Henry Cooper                                  | Henry Cooper (1824–1884)                      | 4 maart 1871      | 4 maart 1877     | D            | 1871           |
| 17                                                                              |                                               | Isham Harris                                  | Isham Harris (1818–1897)                      | 4 maart 1877      | 8 juli 1897      | D            | 1877           |
| 17                                                                              | 1883                                          | Isham Harris                                  | Isham Harris (1818–1897)                      | 4 maart 1877      | 8 juli 1897      | D            |                |
| 17                                                                              | 1889                                          | Isham Harris                                  | Isham Harris (1818–1897)                      | 4 maart 1877      | 8 juli 1897      | D            |                |
| 17                                                                              | 1895                                          | Isham Harris                                  | Isham Harris (1818–1897)                      | 4 maart 1877      | 8 juli 1897      | D            |                |
| Vacant                                                                          |                                               |                                               |                                               |                   |                  |              |                |
| 18                                                                              |                                               | Thomas Turley                                 | Thomas Turley (1845–1910)                     | 20 juli 1897      | 4 maart 1901     | D            |                |
| 18                                                                              | 1889                                          | Thomas Turley                                 | Thomas Turley (1845–1910)                     | 20 juli 1897      | 4 maart 1901     | D            |                |
| 19                                                                              |                                               | Edward Carmack                                | Edward Carmack (1858–1908)                    | 4 maart 1901      | 4 maart 1907     | D            | 1901           |
| 20                                                                              |                                               | Bob Taylor                                    | Bob Taylor (1850–1912)                        | 4 maart 1907      | 31 maart 1912    | D            | 1907           |
| Vacant                                                                          |                                               |                                               |                                               |                   |                  |              | 1907           |
| 21                                                                              |                                               | Newell Sanders                                | Newell Sanders (1850–1939)                    | 12 april 1912     | 23 januari 1913  | R            | 1907           |
| 22                                                                              |                                               | Sawney Webb                                   | Sawney Webb (1842–1926)                       | 23 januari 1913   | 4 maart 1913     | D            | 1913 (1)       |
| 23                                                                              |                                               | John Shields                                  | John Shields (1858–1934)                      | 4 maart 1913      | 4 maart 1925     | D            | 1913 (2)       |
| 23                                                                              | 1918                                          | John Shields                                  | John Shields (1858–1934)                      | 4 maart 1913      | 4 maart 1925     | D            |                |
| 24                                                                              |                                               | Lawrence Tyson                                | Lawrence Tyson (1861–1929)                    | 4 maart 1925      | 24 augustus 1929 | D            | 1924           |
| Vacant                                                                          |                                               |                                               |                                               |                   |                  |              | 1924           |
| 25                                                                              |                                               | William Brock                                 | William Brock (1872–1950)                     | 1 september 1929  | 4 maart 1931     | D            | 1924           |
| 25                                                                              | D                                             | William Brock                                 | William Brock (1872–1950)                     | 1 september 1929  | 4 maart 1931     | 1930         |                |
| 26                                                                              |                                               | Cordell Hull                                  | Cordell Hull (1871–1955)                      | 4 maart 1931      | 4 maart 1933     | D            | 1930           |
| 27                                                                              |                                               | Nathan Bachman                                | Nathan Bachman (1878–1937)                    | 4 maart 1933      | 23 april 1937    | D            | 1930           |
| 27                                                                              | D                                             | Nathan Bachman                                | Nathan Bachman (1878–1937)                    | 4 maart 1933      | 23 april 1937    | 1934         |                |
| 27                                                                              | D                                             | Nathan Bachman                                | Nathan Bachman (1878–1937)                    | 4 maart 1933      | 23 april 1937    | 1936         |                |
| Vacant                                                                          |                                               |                                               |                                               |                   |                  |              |                |
| 28                                                                              |                                               | George Berry                                  | George Berry (1882–1948)                      | 7 mei 1937        | 8 november 1938  | D            |                |
| 29                                                                              |                                               | Tom Stewart                                   | Tom Stewart (1892–1972)                       | 8 november 1938   | 3 januari 1949   | D            |                |
| 29                                                                              | D                                             | Tom Stewart                                   | Tom Stewart (1892–1972)                       | 8 november 1938   | 3 januari 1949   | 1938         |                |
| 29                                                                              | D                                             | Tom Stewart                                   | Tom Stewart (1892–1972)                       | 8 november 1938   | 3 januari 1949   | 1942         |                |
| 30                                                                              |                                               | Estes Kefauver                                | Estes Kefauver (1903–1963)                    | 3 januari 1949    | 10 augustus 1963 | D            | 1948           |
| 30                                                                              | 1954                                          | Estes Kefauver                                | Estes Kefauver (1903–1963)                    | 3 januari 1949    | 10 augustus 1963 | D            |                |
| 30                                                                              | 1960                                          | Estes Kefauver                                | Estes Kefauver (1903–1963)                    | 3 januari 1949    | 10 augustus 1963 | D            |                |
| Vacant                                                                          |                                               |                                               |                                               |                   |                  |              |                |
| 31                                                                              |                                               | Herbert Walters                               | Herbert Walters (1891–1973)                   | 20 augustus 1963  | 4 november 1964  | D            |                |
| 32                                                                              |                                               | Ross Bass                                     | Ross Bass (1918–1993)                         | 4 november 1964   | 3 januari 1967   | D            | 1964           |
| 33                                                                              |                                               | Howard Baker                                  | Howard Baker (1925–2014)                      | 3 januari 1967    | 3 januari 1985   | R            | 1966           |
| 33                                                                              | 1972                                          | Howard Baker                                  | Howard Baker (1925–2014)                      | 3 januari 1967    | 3 januari 1985   | R            |                |
| 33                                                                              | 1978                                          | Howard Baker                                  | Howard Baker (1925–2014)                      | 3 januari 1967    | 3 januari 1985   | R            |                |
| 34                                                                              |                                               | Al Gore                                       | Al Gore (1948)                                | 3 januari 1985    | 3 januari 1993   | D            | 1984           |
| 34                                                                              | 1990                                          | Al Gore                                       | Al Gore (1948)                                | 3 januari 1985    | 3 januari 1993   | D            |                |
| 35                                                                              |                                               | Harlan Mathews                                | Harlan Mathews (1927–2014)                    | 3 januari 1993    | 1 december 1994  | D            |                |
| 36                                                                              |                                               | Fred Thompson                                 | Fred Thompson (1942–2015)                     | 1 december 1994   | 3 januari 2003   | R            | 1994           |
| 36                                                                              | 1996                                          | Fred Thompson                                 | Fred Thompson (1942–2015)                     | 1 december 1994   | 3 januari 2003   | R            |                |
| 37                                                                              |                                               | Lamar Alexander                               | Lamar Alexander (1940)                        | 3 januari 2003    | 3 januari 2021   | R            | 2002           |
| 37                                                                              | 2008                                          | Lamar Alexander                               | Lamar Alexander (1940)                        | 3 januari 2003    | 3 januari 2021   | R            |                |
| 37                                                                              | 2014                                          | Lamar Alexander                               | Lamar Alexander (1940)                        | 3 januari 2003    | 3 januari 2021   | R            |                |
| 38                                                                              |                                               | Bill Hagerty                                  | Bill Hagerty (1959)                           | 3 januari 2021    | heden            | R            | 2020           |

Alabama: Tuberville (R) · Britt (R)
Alaska: Murkowski (R) · Sullivan (R)
Arizona: Kelly (D) · Gallego (D)
Arkansas: Boozman (R) · Cotton (R)
Californië: Padilla (D) · Schiff (D)
Colorado: Bennet (D) · Hickenlooper (D)
Connecticut: Blumenthal (D) · Murphy (D)
Delaware: Coons (D) · Blunt Rochester (D)
Florida: R. Scott (R) · Moody (R)
Georgia: Ossoff (D) · Warnock (D)
Hawaï: Schatz (D) · Hirono (D)
Idaho: Crapo (R) · Risch (R)
Illinois: Durbin (D) · Duckworth (D)
Indiana: Young (R) · Banks (R)
Iowa: Grassley (R) · Ernst (R)
Kansas: Moran (R) · Marshall (R)
Kentucky: McConnell (R) · Paul (R)
Louisiana: Cassidy (R) · Kennedy (R)
Maine: Collins (R) · King (O)
Maryland: Van Hollen (D) · Alsobrooks (D)
Massachusetts: Warren (D) · Markey (D)
Michigan: Peters (D) · Slotkin (D)
Minnesota: Klobuchar (D) · Smith (D)
Mississippi: Wicker (R) · Hyde-Smith (R)
Missouri: Hawley (R) · Schmitt (R)
Montana: Daines (R) · Sheehy (R)
Nebraska: Fischer (R) · Ricketts (R)
Nevada: Cortez Masto (D) · Rosen (D)
New Hampshire: Shaheen (D) · Hassan (D)
New Jersey: Booker (D) · Kim (D)
New Mexico: Heinrich (D) · Luján (D)
New York: Schumer (D) · Gillibrand (D)
North Carolina: Tillis (R) · Budd (R)
North Dakota: Hoeven (R) · Cramer (R)
Ohio: Moreno (R) · Husted (R)
Oklahoma: Lankford (R) · Mullin (R)
Oregon: Wyden (D) · Merkley (D)
Pennsylvania: Fetterman (D) · McCormick (R)
Rhode Island: Reed (D) · Whitehouse (D)
South Carolina: Graham (R) · T. Scott (R)
South Dakota: Thune (R) · Rounds (R)
Tennessee: Blackburn (R) · Hagerty (R)
Texas: Cornyn (R) · Cruz (R)
Utah: Lee (R) · Curtis (R)
Vermont: Sanders (O) · Welch (D)
Virginia: Warner (D) · Kaine (D)
Washington: Murray (D) · Cantwell (D)
West Virginia: Moore Capito (R) · Justice (R)
Wisconsin: Johnson (R) · Baldwin (D)
Wyoming: Barrasso (R) · Lummis (R)
(D): Democraat · (R): Republikein · (O): Onafhankelijk